# Пані Шумінська
«Па́ні Шумі́нська» (пізніша назва — «Дух часу») — дебютне оповідання Наталії Кобринської 1883 року.

## Сюжет
Сюжет твору розвивається в думках та спогадах головної героїні — попаді Шумінської. Шістдесятирічна пані сидить біля вікна, плете спицями панчоху і розмірковує про те, як склалося її життя.
Вона вийшла заміж за свого чоловіка священника, коли їй ледве виповнилось шістнадцять років. До весілля бачилася з нареченим лише один раз. У шлюбі народила восьмеро дітей, з них вижило четверо — двоє дочок і двоє синів. Все своє життя попадя Шумінська присвятила їх вихованню та служінню чоловікові. Мріяла схил років провести в оточенні онуків і дітей, котрі будуть її шанувати, слухати порад, виконувати всі настанови та побажання. Втім діти пані Шумінської, зваблені, як вона вважає, «духом часу», не захотіли триматися попереднього ладу і вирішили будувати власне майбутнє окремо від неї.
Попадя Шумінська хотіла, щоб її сини обов'язково стали теж попами, а доньки — попадями. Хлопців віддали вчитися до школи, дівчата здобували освіту вдома із гувернанткою.
Коли старшій дочці виповнилося дев'ятнадцять років, до неї посватався хлопець із статечної попівської родини. Батьки були раді такій партії, але дочка закохалася в іншого і погоджувалася на шлюб лише з ним. Обранець дочки був теж майбутнім священником, але із селянської сім'ї. До того ж до закінчення семінарії йому залишалося ще два роки. Пані Шумінська вважала його нерівнею, а крім того боялася ще на два роки відкладати весілля: «Двайцять і однолітня панна — то не жарти, то пахне старою дівкою!». Втім дочка змогла вибороти своє рішення і після довгих суперечок й розмов, та закінчення юнаком семінарії, вони таки одружилися. Попадя Шумінська була переконана, що аби доньку вдалося віддати заміж раніше, у шістнадцять, тій до голови думки про кохання та супротив волі батьків не приходили б.
Того ж року, коли було укладено шлюб дочки, старший син закінчив школу і мав йти далі вчитися до семінарії. Але неочікувано він відмовився ставати попом й продовжувати родинну справу. Заявив, що сан священника поважає, та часи змінились («Такий вже дух часу повіяв!») і, що йому у цьому середовищі було б занадто тісно, що він потребує «простору, свободи в набуваню відомостей, науки». Обоє батьків були категорично проти і зрештою син пішов таки до семінарії. Але записався на філософське відділення і від попівства все одно відмовився.
У тридцятилітньому віці несподівано померла старша донька пані Шумінської і їй на виховання віддали маленьку онуку.
Молодша донька Ольга одразу заявила, що вийде заміж лише за цивільного чоловіка, а не з попівського сану. Їй подобалося все нове й новаторське, вона читала багато книжок. І саме книги найбільше дратували пані Шумінську. В них попадя вбачала джерело усіх своїх бід: «Вона перечувала, що з тих книжок віяло чимсь чужим, що се були висланці та знаряди ворожого їй демона, що з них плила струя, котра щораз більше підмулювала беріг її тихої пристані».
Коли молодший син закінчив школу і повідомив, що далі йтиме вчити право, змирившись, йому вже ніхто із батьків і не заперечував.
Останньою надією пані Шумінської була онука. Але й вона, підрісши, вирішила, що знань, отриманих від науки з гувернанткою їй недостатньо, що вона хотіла б здобути повноцінну освіту, стати вчителькою, заробляти гроші та жити й утримувати себе самостійно.

## Історія написання та видання
Після смерті чоловіка Наталії Кобринської 1882 року, батько Іван Озаркевич прихистив дочку у своєму домі, заохочував її до громадської та літературної праці, взяв із собою у поїздку до Відня. Там вона відвідувала лекції з європейської літератури, зустрілася з літературознавцем й громадським діячем Остапом Терлецьким. Він переконав Наталію почати писати на знайомі їй теми — зокрема, про середовище духовенства та роль жінки в ньому. Так, у 1883 році, з'явилося оповідання «Пані Шумінська», перейменоване згодом на «Дух часу».
Вперше Наталія Кобринська представила твір на засіданні українського студентського товариства «Січ» у Відні: його прочитав Остап Терлецький під псевдонімом Анни Струтинської. Оповідання було успішно прийняте публікою, отримало схвальні відгуки.
1884 року Наталія Кобринська розпочала листування з Іваном Франком і, на його прохання, надіслала свої перші твори «Пані Шумінська» та «Задля кусника хліба». Франко організував публікацію повісті «Задля кусника хліба» у трьох випусках часопису «Зоря» за 1884 рік (№ 20-22) і так вона стала першим опублікованим твором Кобринської.
Іван Франко планував, що оповідання «Пані Шумінська» буде надруковано у «Зорі» наступного 1885 року. Але в грудні 1884 він був усунутий від головного редакторства журналу і Кобринська змушена була відкликати рукопис, в офіційному листі мотивувавши таке рішення бажанням допрацювати та вдосконалити твір, але фактично — за порадою самого ж Франка і через небажання вести співробітництво із новою редакцією.
Іван Франко запропонував свої редакторські правки до оповідання «Пані Шумінська», але Кобринська їх відкинула, прийнявши лише окремі граматичні корективи:
Франко приладив був раз то оповідання до «Зорі» і додав був кілька стрічок від себе (щось на хвалу народовців), але я від «Зорі» відобрала, а, даючи до альманаху, той уступ упустила, ― найоригінальніше, що Франко сам признав, що добре зробила-м. Скінчилось лиш на звичайних поправках щодо писовні <…> — Наталія Кобринська, в листі до Михайла Павлика від 28 листопада 1888 року
Оповідання вперше побачило світ 1887 року, у феміністичному альманасі «Перший вінок», виданому у Львові Наталією Кобринською та Оленою Пчілкою. Того ж року Володимиром Масляком (під псевдонімом Судислав (пол. Sędzisław)) його було перекладено польською мовою та опубліковано спочатку на шпальтах часопису «Дзєннік Познаньскі», а потім — окремим виданням у друкарні цієї ж газети. Пізніше оповідання переклав польською мовою також і Владислав Оркан.
1899 року, готуючи до видання зібрання своїх творів, Наталія Кобринська змінила назву оповідання на «Дух часу» і таку ж назву отримала й видана збірка. На думку дослідників, на зміну заголовка, зокрема, міг вплинути англійський філософ Джон Стюарт Мілл, який 1831 року опублікував серію есеїстичних статей під назвою «Дух часу» (англ. «Spirit of the Age») і працями котрого захоплювалася Кобринська.
Оповідання неодноразово перевидавалося. Перекладене польською і англійською мовами.
Вибрані видання:
- Наталія Кобринська. Пані Шумінська // Перший вінок: жіночий альманах, виданий коштом і заходом Наталії Кобринської та Олени Пчілки. — Львів : друкарня Товариства імені Т. Г. Шевченка, 1887. — С. 177-195.
- Наталія Кобринська. Дух часу // Дух часу. Оповідання. — Львів : Українсько-руська видавнича спілка, 1899. — 123 с.
- Наталія Кобринська. Дух часу // Оповідання / ред. й передм. А. Березинського. — Харків : Рух, 1929. — С. 157-175.
- Наталія Кобринська. Дух часу // Вибрані оповідання. — Львів : Книжково-журнальне видавництво, 1954. — С. 3-17.
- Наталія Кобринська. Дух часу // Дух часу: Оповідання, повість. — Львів : Каменяр, 1990. — 352 с. — ISBN 5-7745-0268-6.
- Наталія Кобринська. Дух часу // Блудний метеор. Вибрані твори. — Київ : Ще одну сторінку, 2023. — С. 31-52. — (Класична проза) — ISBN 978-617-522-152-5.

Вибрані переклади:
- Natalia Kobryńska. Pani Szumińska = Пані Шумінська / Tłum. Sędzisław. — Poznań : Drukiem i nakładem Drukarni Dziennika Poznańskiego, 1887. — 23 p.
- Natalia Kobryńska. Duch czasu // Młoda Ukraina. Wybór nowel = Дух часу / Zebrał i tłomaczył Władysław Orkan. — Warszawa : Nakład księgarni G. Centnerszwera i Spółki, 1908. — P. 67-83.
- Nataliya Kobrynska. The Spirit of the Times // The Spirit of the Times: Selected Prose Fiction by Olena Pchilka and Nataliya Kobrynska = Дух часу / Translated by Roma Franko. — Saskatoon : Language Lanterns Publications, 1998. — P. 238-253. — (Women's Voices in Ukrainian Literature) — ISBN 0-9683899-0-2.

## Сприйняття
Оповідання отримало змішані відгуки тогочасних критиків. Михайло Грушевський відзначив майстерність твору, «як щодо змісту, так і артистичного викінчення», «легкий гумор» і «незвичайно характерні деталі». Михайло Павлик оцінив те, що оповідання «оброблено добре» й містить «повно готових образів», Ольга Добрянська-Коренець схвалила «незвичайний об'єктивізм цього малюнку».
Івану Нечую-Левицькому заімпонувала оригінальність композиції:
Оповідання «Пані Шумінська», хоч воно складено не з подій, але з самих думок старої людини, теж гарне: бо це зовсім не той важкий та досадний психічний аналіз Достоєвського, що часами тягнеться на три сторінки та ще й повторяється, про що казав Тургенев, що Достоєвський все «копається та копається». В Вас воно вийшло інше, бо пані Шумінська не передумує абстракцій та спозирання, котрі показують її психічну вдачу, а вона передумує події свого життя та життя своїх дітей. Тим-то воно й вийшло, що оповідання і нібито складається з самих думок, а в дійсності воно складається з подій. — Іван Нечуй-Левицький, в листі до Наталії Кобринської від 23 червня (5 липня) 1900 року
Разом з тим, Григорій Цеглинський розкритикував твір, зокрема, за те, що, на його думку, старше покоління в ньому зображено «трохи не ідіотичним», а Омелян Огоновський — за світоглядний анахронізм.

## Значення та вплив
Оповідання «Пані Шумінська» стало одним із перших творів в українській літературі, у якому переосмислювалася роль жінки в патріархальному суспільстві, наголошувалося на важливості здобуття освіти жінкою.
Наталія Кобринська була переконана, що література — це дієвий засіб впливу на жіночий рух і, що саме через реалістичні твори жінки краще зрозуміють своє становище в суспільстві. Вона прагнула зацікавити читачок змальованими персонажками й життєвими ситуаціями, і таким чином спонукати їх до роздумів, заохотити до науки та громадського життя. У своєму дебютному творі Кобринська звернулася до теми середовища духовенства, яке було їй добре знайоме і з якого походила сама, та, вважаючи, що в особливо складному становищі на той час були саме дівчата зі збіднілих й середніх прошарків суспільства: попадянки, вчительки, дочки збанкрутілих батьків.
На думку Наталії Кобринської, її оповідання наслідував Осип Маковей у повісті «Залісся», а Ольга Кобилянська частково використала образ однієї з доньок пані Шумінської у своїй повісті «Царівна»:
Пані Шумінська знайшла наслідників навіть в нашій літературі в Маковея «Заліссє». Ольга Кобилянська наслідує «Задля кусника хліба» в оповіданню «Людина» і бере зав'язок з Шумінської другої доньки до «Царівної», котру, правда, звела вкінці на свій питомий матримоніальний лад. Сам Маковей сказав раз мені, що "О[льга] К[обилянська] засилюєся Вашими тематами — Наталія Кобринська, в листі до Михайла Грушевського від 9 грудня 1899 року